# Barak (województwo mazowieckie)
Barak – wieś w Polsce położona w województwie mazowieckim, w powiecie szydłowieckim, w gminie Szydłowiec. Ma status sołectwa.
Wierni Kościoła rzymskokatolickiego należą do parafii św. Zygmunta w Szydłowcu.

## Historia
W XIX w. Barak był osadą leśną w ówczesnym powiecie koneckim, gminie i parafii Szydłowiec. Wieś składała się z 3 zagród, zamieszkałych przez 24 mieszkańców. Do chłopów należało 93 mórg ziemi ornej. W miejscowości znajdowała się smolarnia.
W latach 1954–1958 wieś należała i była siedzibą władz gromady Barak, po jej zniesieniu w gromadzie Śmiłów. W latach 1975–1998 miejscowość administracyjnie należała do województwa radomskiego.